# Вижонка
Вижо́нка (Виженка, Веженка) — деревня в Дмитровском районе Орловской области. Входит в состав Алешинского сельского поселения.

## География
Расположена в 9 километрах к юго-западу от города Дмитровска, в 5 км к югу от деревни Алешинка на ручье Гостомля, притоке Нессы. Ниже Вижонки в Гостомлю впадает безымянный левый приток. Ближайший населённый пункт — деревня Кочетовка. Высота над уровнем моря — 223 м.

## Этимология
Название «Вижонка» имеет древнее финно-угорское происхождение и на пермских языках означает: рукав реки, проток и пространство между двумя сливающимися реками. И действительно, деревня расположена в междуречье ручья Гостомля и его безымянного левого притока.

## История
Упоминается со 2-й половины XVII века среди селений Радогожского стана Комарицкой волости Севского уезда. Согласно крестоприводной книге, 28 апреля 1682 года в городе Севске на верность государям Иоанну V и Петру I Алексеевичам приведены, среди прочих, рядовые из деревни Вижонки Митка Корнеев, Петрушка Иванов и Алешка Григорьев. По переписи 1705 года в деревне было 20 дворов (в том числе 1 бобыльский), проживало 78 человек (в том числе 17 недорослей и 10 человек на военной службе). По переписи 1707 года здесь было 17 жилых и 3 пустых двора, 1 бобыльский жилой двор. В то время здесь проживало 48 человек (в том числе 11 недорослей, 1 бобыль и 1 мельник). Эти переписи учитывали только мужское население и домохозяек-вдов или незамужних. В XVIII веке деревня имела дополнительное название — Веженка Радогожская, для отличия от одноимённой деревни Веженки Голодневской (ныне в Брасовском районе Брянской области). На протяжении XVIII века деревня принадлежала дворянам Кантемирам, Трубецким и Безбородко. Так, в 1763 году за Кантемирами здесь числилось 70 душ мужского пола, за Трубецкими — 38. В 1797 году за Безбородко числилось 107 душ мужского пола, за Трубецкими — 49. С 1802 года в составе Дмитровского уезда Орловской губернии.
Население Вижонки было приписано к приходу храма Василия Великого соседнего села Промклево. В 1866 году в бывшей владельческой деревне Вижонке был 51 двор, проживало 503 человека (245 мужского пола и 258 женского), действовали 5 маслобоен. С 1861 года до конца 1880-х годов деревня входила в состав Малобобровской волости, затем — в составе Круглинской волости. По состоянию на 1894 год землёй в деревне владел помещик Кушелев-Безбородко, а в 1905—1910 годах — граф Орлов-Давыдов.
В 1926 году в деревне было 79 дворов, проживало 438 человек (206 мужского пола и 232 женского). В то время Вижонка входила в состав Круглинского сельсовета Круглинской волости Дмитровского уезда. Позже передана в Берёзовский сельсовет. В 1937 году в деревне было 132 двора, действовали кирпичный завод и мельница. Во время Великой Отечественной войны, с октября 1941 года по август 1943 года, находилась в зоне немецко-фашистской оккупации. По состоянию на 1945 год в деревне действовал колхоз «Красная Поляна». 5 мая 1959 года Вижонка была передана из состава Берёзовского сельсовета в Алешинский сельсовет.

## Население
| 1866 | 1897 | 1926 | 1979 | 2002 | 2010 | 2011 |
| ---- | ---- | ---- | ---- | ---- | ---- | ---- |
| 503  | ↗511 | ↘438 | ↘75  | ↘36  | ↘17  | ↗26  |

## Персоналии
- Алимов, Андрей Константинович (? — 1916) — участник Первой мировой войны, полный Георгиевский кавалер.